# San Ignacio de Loyola en Campo Marzio (título cardenalicio)
San Ignacio de Loyola en Campo Marzio es un título cardenalicio diaconal de la Iglesia Católica. Fue instituido por el papa Juan Pablo II en 1991.

## Titulares
- Paolo Dezza, S.J. (28 de junio de 1991 - 17 de diciembre de 1999)
- Roberto Tucci, S.J. (21 de febrero de 2001 - 21 de febrero de 2011); título presbiteral pro hac vice (21 de febrero de 2011 - 14 de abril de 2015)
- Luis Francisco Ladaria Ferrer, S.J. (28 de junio de 2018 - actual).